# زوري هال
زوري هال (بالإنجليزية: Zuri Hall)‏ هي ممثلة أمريكية، ولدت في 2 يونيو 1988 في توليدو في الولايات المتحدة.

## وصلات خارجية
- الموقع الرسمي
- زوري هال على موقع IMDb (الإنجليزية)